# Joux-la-Ville
Joux-la-Ville ist eine französische Gemeinde mit 1164 Einwohnern (Stand 1. Januar 2022) im Département Yonne in der Region Bourgogne-Franche-Comté; sie gehört zum Arrondissement Avallon und ist Hauptort des Kantons Joux-la-Ville (bis 2015: Kanton L’Isle-sur-Serein).

## Geographie
Joux-la-Ville liegt etwa 28 Kilometer südöstlich von Auxerre. Umgeben wird Joux-la-Ville von den Nachbargemeinden Sacy im Norden und Nordwesten, Nitry im Norden, Grimault im Nordosten, Massangis im Osten, Coutarnoux im Osten und Südosten, Sainte-Colombe im Südosten, Thory im Süden und Südosten, Lucy-le-Bois im Süden, Précy-le-Sec im Südwesten, Arcy-sur-Cure im Westen sowie Lucy-sur-Cure im Nordwesten.
Am Ostrand der Gemeinde führt die Autoroute A6 entlang.

## Bevölkerungsentwicklung
| Jahra                     | 1936 | 1946 | 1954 | 1962 | 1968 | 1975 | 1982 | 1990 | 1999 | 2006 | 2013 |
| ------------------------- | ---- | ---- | ---- | ---- | ---- | ---- | ---- | ---- | ---- | ---- | ---- |
| Einwohner                 | 565  | 578  | 537  | 495  | 505  | 470  | 438  | 473  | 1068 | 1160 | 1237 |
| Quelle: Cassini und INSEE |      |      |      |      |      |      |      |      |      |      |      |

## Sehenswürdigkeiten
- Kirche Notre-Dame-de-la-Nativité, Monument historique
- Kapelle Saint-Georges in Val-de-Mâlon
- Kapelle von Fontemoy aus dem 17. Jahrhundert

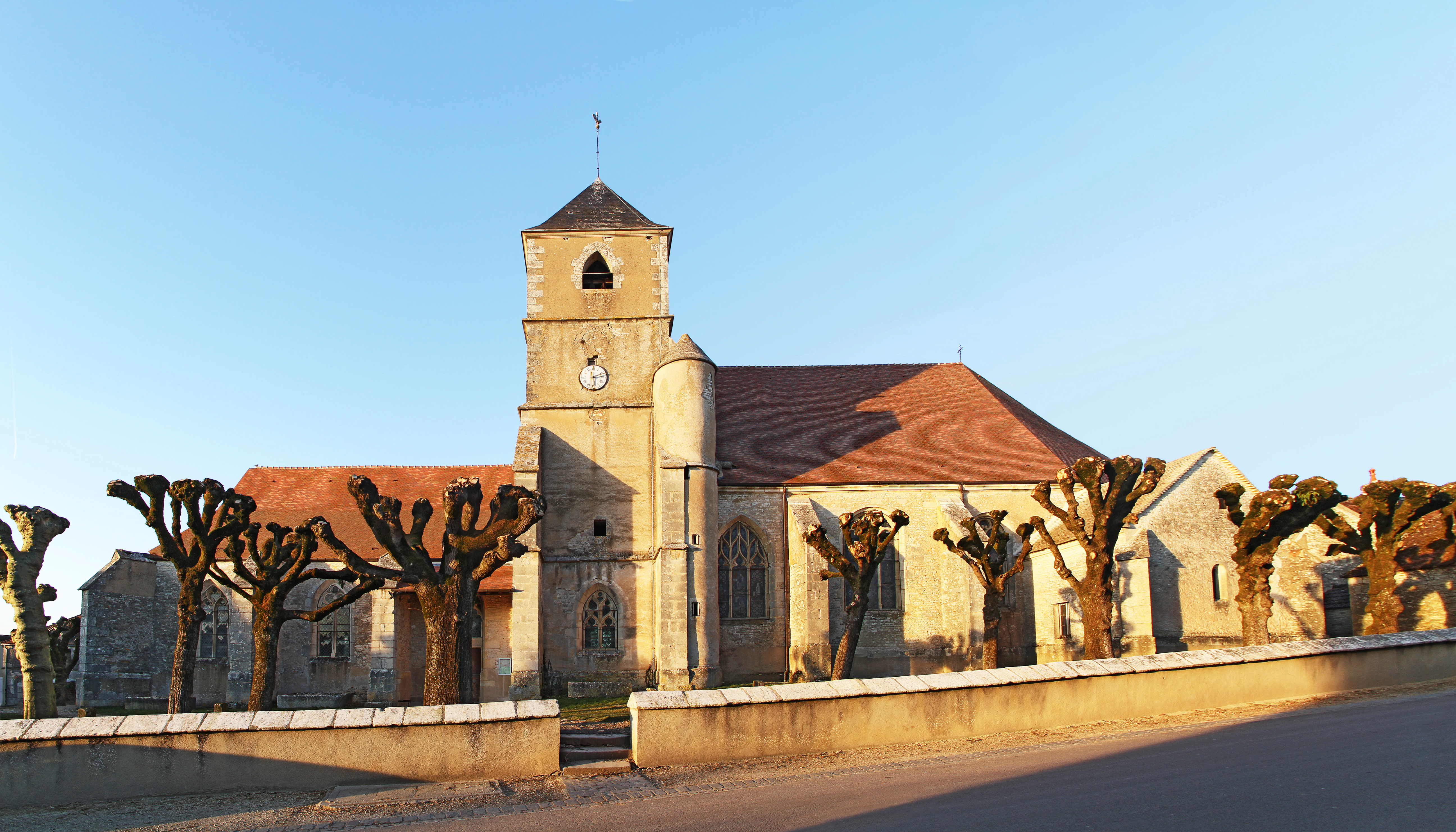
Kirche Notre-Dame-de-la-Nativité

- Altes Pfarrhaus
- Schloss Talant